# Institut Newman d'Uppsala
 (décembre 2020).
Si vous disposez d'ouvrages ou d'articles de référence ou si vous connaissez des sites web de qualité traitant du thème abordé ici, merci de compléter l'article en donnant les références utiles à sa vérifiabilité et en les liant à la section « Notes et références ».
L'Institut Newman d’Uppsala est une institution universitaire catholique situé à Uppsala en Suède, offrant des cours de théologie, de philosophie et de culture chrétienne. Fondé en 2001 l’institut est inspiré par l’attitude de grande ouverture intellectuelle du philosophe et théologien anglais, John Henry Newman. Il est dirigé par les pères jésuites et reconnu par l’autorité suédoise pour l’enseignement supérieur.

## Description
Installé dans le centre historique de la ville universitaire d’Uppsala, l’institut offre depuis 2008 une formation (baccalauréat) de trois ans combinant philosophie, théologie et culture religieuse (littérature, art, architecture, musique, cinéma). Il peut être suivi par un programme d’études supérieures en théologie. Unique faculté universitaire catholique en Suède, l’institut coopère avec un grand nombre de facultés théologiques et philosophiques en Europe et aux États-Unis, en particulier avec la faculté de théologie protestante de l’université d'Uppsala.
Un système de crédits permet aux étudiants de se faire un programme adapté. La majorité des cours sont donnés en suédois, même si certains le sont en anglais permettant plus facilement des échanges internationaux.  L’institut a son siège à Uppsala mais des cours sont proposés à Vadstena, Stockholm et Göteborg. 
Depuis 2007, l’institut Newman donne la formation de base philosophico-théologique aux séminaristes du Diocèse catholique de Stockholm.

## La revueSignum
Fondée en 1975, la revue Signum, unique magazine culturel catholique en langue suédoise, est dirigée par des jésuites de l’Institut Newman. Elle paraît huit fois par an.